# 종묘 어정
종묘 어정(宗廟 御井)은 서울특별시 종로구 훈정동, 종묘 정문인 창엽문 앞에 보존되어 있는 우물이다. 1983년 11월 11일 서울특별시의 유형문화재 제56호로 지정되었다.

## 개요
종묘 어정은 종묘 정문인 창엽문 앞에 보존되어 있는 우물이며 조선 역대 왕들이 종묘에 왕래할 때 이 물을 마셨다고 하여 '어정'이란 이름이 생겼다고 한다. 어정은 돌을 쌓는 방법 등으로 보아 조선 초기에 조성된 것으로 추정된다. 소유자는 국유이다.
어정은 원형으로 깊이는 약 8m이며, 지름은 1.5m이다. 재료는 화강암이다. 원래는 윗부분에 1단의 사각 장대석이 정자로 짜 놓였고, 그 위에 우물 난간으로서 1～2단이 더 있었다. 일제강점기 때 콘크리트 우물통으로 바꿔 놓아 없어진 것을 1983년 11월 상단에 판석을 4각으로 세워 복원하였다. 우물 속은 온통 돌로 쌓았는데, 화강석을 정방 혹은 장방형으로 마름하여 사용하고, 축석은 각 단마다 반월형의 마름돌을 원형으로 맞추어 다른 축석이 튼튼하게 지탱될 수 있게 하였다.
1930년에 간행된 《경성백경(京城百景)》에는 이곳 훈정동 어수우물에 대한 기록이 보인다.
| “ | 외로운 충심은 그대로 남아서 풍마우세(風磨雨洗)의 하마비(下馬碑)를 짝하여 종묘 앞을 떠나지 않고 섰다 | ” |

당시 주변에 인가가 조밀하고 다른 우물 맛이 짭짤한 것과 달리 이 어정의 물맛은 사시사철 맑고 찼으며, 하마비와 함께 종묘 앞의 명물이었음을 알 수 있다. 또한 조선시대에는 도성 안에 몇몇 어수우물들이 있었는데, 그 중에서 화동의 '복주우물'이 으뜸이었으나 지금은 찾을 길이 없다.
또한 심한 가뭄에도 불구하고 항상 일정한 수위를 유지하며 영험이 있다 하여 주민들이 용왕제를 지내기도 하였다고 한다.

## 참고 자료
- 종묘 어정 - 국가유산청 국가유산포털

 본 문서에는 서울특별시에서 지식공유 프로젝트를 통해 퍼블릭 도메인으로 공개한 저작물을 기초로 작성된 내용이 포함되어 있습니다.